# 松平信康
松平信康（1559年4月13日—1579年10月5日）是日本戰國時代至安土桃山時代武將。父親是松平元康（德川家康）。母親是關口氏廣的女兒築山殿（今川義元的外甥女）。妻子是織田信長長女德姬，生有登久姬（小笠原秀政正室）與熊姬（本多忠政室）。因為擔任松平宗家的居城岡崎城的城主，因此與祖父松平廣忠同被稱為岡崎三郎。別稱次郎三郎。
他生前的姓名为德川信康。但進入江戶時代後，江戶幕府仅許可將軍家和御三家以「德川」為姓，而信康則被稱作「冈崎三郎松平信康」。

## 生平
在永祿2年（1559年）3月6日於駿府城出生，家中嫡長子。作為今川氏的人質，幼年在駿府度過，不過在桶狹間之戰後，德川軍以俘虜鵜殿氏長和鵜殿氏次交換，竹千代前往岡崎城居住。
永祿5年（1562年），家康和織田信長的清洲同盟成立。在永祿10年（1567年）5月與信長女兒德姬結婚，兩人都是9歲並以夫婦的形式在岡崎城生活。同年6月家康把居城移往濱松城，把岡崎城讓給竹千代。在7月元服時，從信長接受偏諱「信」字並改名為信康。元龜元年（1570年）正式成為岡崎城主。
信康自小就勇猛果敢，初陣在天正元年（1573年）完成。
在天正3年（1575年）的長篠之戰中以大將身分參戰，之後在與武田氏的戰鬥中獲得軍功，在戰鬥中受到注目。特別在天正5年（1577年）8月的遠江横須賀之戰中的退卻戰中擔任殿軍，令武田軍不能越過大井川。
天正7年（1579年）8月3日，家康到訪岡崎城，翌日信康離開岡崎城並被移至大濱城。之後信康被移至遠江的堀江城、二俣城，在9月15日被家康命令切腹。得年21歲。

### 切腹
信康切腹的事件在《三河物語》中有詳細的記述。根據此書記載，信長女兒德姬和跟今川氏有關係的築山殿不和，與信康的關係都相當差，天正7年（1579年），德姬向父親信長寫了12項事情的書信，並拜託德川家重臣酒井忠次作為使者送信給信長。信中包括了自己與信康不和及築山殿與武田勝賴内通的事情。現今對於信長的反應有兩種說法，一是信長質問忠次，忠次完全沒有庇護信康並確認書信所寫的是事實，而信長要求家康讓信康切腹；二是信長僅僅知曉此事而不過問。
在德川家中反對把信康賜死的人有很多，甚至有家臣主張與信長斷交。信康的傅役平岩親吉想負起責任，要求把自己的首級送給信長。但是家康判斷形勢後，認為這些小手段不能平息信長的怒火，於是決定處決信康。8月29日，首先是築山殿被護送前往二俣城（守將是大久保忠世）途中，在佐鳴湖畔被德川家家臣岡本時仲和野中重政殺死。之後的9月15日，事件發生以來一直被幽禁在二俣城的信康被命令切腹。介錯是涉川四郎右卫门，然而涉川為這件事出奔，之後改由服部正成介錯，天方通綱為檢死役，但是正成悲痛萬分，無法下手，最後由天方通綱介錯。享年21歲。
關於這次切腹事件的原由有諸多說法，包括父子不和、家中派系鬥爭、與家臣團對立等。

## 墓所、祭祀
信康死後，家康建立的信康廟所清瀧寺，現今在該寺域中有信康的廟。在祭祀首塚的若宮八幡宮中，信康是祭神，而與信康有深厚關係的人亦建立了數個寺院。
- 西念寺（日语：西念寺 (新宿区)）（新宿區）岡崎三郎信康供養塔－由服部正成建立。
- 隆岩寺（日语：隆岩寺 (古河市)）（古河市）－由女婿小笠原秀政建立
- 萬松院（小田原市）－由大久保忠隣建立
- 在江淨寺（靜岡市）的供養塔－由榊原清政建立
- 在高野山金剛峯寺（高野町）的岡崎三郎信康墓所－由平岩親吉建立

## 人物
- 家康對信康死非常悲傷，關原之戰時三男秀忠遲到未能參戰時，家康說了「信康還在的話一定不會如此」（信康がいればこんな思いをしなくて済んだ）。
- 酒井忠次因為嫡男家次的所領太少，於是向家康提出不滿，反被家康諷刺「你也會疼愛自己的兒子啊？」（お前も我が子が可愛いか）。還有一次，與忠次父子一起觀賞幸若舞（日语：幸若舞）時，看到為了主公而獻出自己兒子首級的場面時落淚，家康說「你們看看啊」（両者あれを見ろ），當場令忠次父子非常恐懼。
- 對於被冷落的異母弟結城秀康表示憐憫，與父親家康不同，顯示出重感情的一面。
- 在切腹後有殉死者（清瀧寺中有殉死家臣吉良於初（初之丞）的墳墓）出現，因此應該頗有人望。
- 在大久保忠教的《三河物語》中形容，信康說的總是戰爭話題，經常去騎馬和獵鷹，被描繪為典型的武者。
- 《德川實紀》中如此評價信康「東照公（家康）的公子們中，岡崎三郎君（信康）、越前黄門（結城秀康）、薩摩中將（松平忠吉）等人，都繼承了父親勇武的稟性，他們的軍事雄略在世間中都是十分傑出」（東照公の公達あまたおはしましける中に、岡崎三郎君はじめ、越前黄門、薩摩中将等は、おづれも父君の神武の御性を稟させられ。御武功雄略おおしく世にいちじるしかりし中に）。

在《三河物語》中記述「沒有這樣的殿下（信康）」（これほどの殿はなし）「上下萬民都發出聲音，沒有不悲傷的」（上下万民、声を引て、悲しまざるはなし）。信康是武勇優秀的人，在與武田軍對陣時擔任殿軍並寸步不讓，家康亦對此驚嘆並說「真是勇將。即使勝賴引十萬士兵來對陣都無需驚慌」（まことの勇将なり。勝頼たとえ十万の兵をもって対陣すとも恐るるに足らず）（《大川三志》）。而且還在劣勢時向家康進言與勝賴決戰（《松平物語》）。如此勇猛的信康亦有溫柔的一面，在知道異母弟弟秀康被家康討厭，在邀請家康前來岡崎城後，把秀康抱到家康的膝上，令秀康被家康承認為兒子（《貞享松平越前守書上》）。

## 信康切腹之謎
出自《三河物語》有一說法為：信長見信康儀表不凡，唯恐自家地位不保，故意捏造信函逼迫家康除掉嫡長子。但此說漸不被採信，因為在另一本史書《松平記》中則是提及：「讓其（信康）自殺之事，在天正七年八月朔日向信長報告了。若信長也因此而震怒的話，則任由他的意思來決定了。」這就是完全相反的記載了，將織田信長由主導者，改為被通知者的角色。
此外所謂家中權力爭奪說，則是《三河物語》強調了酒井忠次在信康之死的責任問題，歸咎給酒井忠次未有效替信康辯護或加罪於信康，但在流傳下來的《信光明寺文書》則收錄了家康寫與織田信長側近堀秀政的書信中表明：「此次派左衛門督（忠次）（向信長）報告之事，得到信長的懇切回應，實不勝感謝，而有關三郎不自重之事，已在去（八月）四日把他趕出岡崎城了。」
可見在信康之死一事中，真正的主導者還是德川家康本人。至於何以德川家的父子相爭會演變成至死方休的局面，則有兩個不同說法，其一為武田內應說，此乃延續過去織田信長主導論的理由，雖然當時德川家中確有零星與武田家內通情事，但就信康本人來說並無實據。
另外就是比較陰謀論的家康追放說，由於德川家長期支援織田家的戰事，對三河造成很大的經濟壓力。因此以石川數正為首的三河派的重臣打算擁立信康繼任，才招致德川家康反撲。此說亦無實證，只是從事後三河重臣大量變動進行推測。總而言之，造成信康之死的緣由仍然是謎。

## 登場作品
小說
- 德川鬥將傳 疾走！信康（KK-Bestsellers（日语：ベストセラーズ）、秋月達郎（日语：秋月達郎）著）
- 女軍師濃姬 德川信康殺人事件（Mangabito、潮美瑤著）

影視劇
- 反逆兒（日语：反逆児 (1961年の映画)）（1961年、東映、演員：中村錦之助（日语：萬屋錦之介））
- 德川家康（1964年、NET、演：北大路欣也）
- 柳生一族的陰謀（日语：柳生一族の陰謀#連続ドラマ）（1978年、KTV、演：五十嵐義弘）
- 德川家康（1983年、NHK大河劇、演：宅麻伸）
- 德川家康（日语：徳川家康 (1988年のテレビドラマ)）（1988年、TBS、演：野村宏伸）
- 信長KING OF ZIPANGU（1992年、NHK大河劇、演：早川亮）
- 德川家康 戰國最後的勝利者（1992年、ANB、演：石橋保）
- 織田信長（日语：織田信長 (1994年のテレビドラマ)）（1994年、TX、演：赤羽秀之）
- 豐臣秀吉 獲取天下！（日语：豊臣秀吉 天下を獲る!）（1995年、TX、演：曾根英樹（日语：曽根英樹））
- 秀吉（1996年、NHK大河劇、演：佐藤真一郎）
- 德川之女（日语：徳川の女）（1997年、TX、演：池上幸司）
- 利家與松（2002年、NHK大河劇、演：關根豐和）
- 德川家康與三個女子（日语：徳川家康と三人の女）（2008年、EX、演：柏原收史（日语：柏原収史））
- 江~公主們的戰國~（2011年、NHK大河劇、演：木村彰吾）
- 女信長（2013年、CX、演：滿島真之介）
- 女城主 直虎（2017年、NHK大河劇、演：平埜生成）
- 怎麼辦家康（2023年、NHK大河劇、演：細田佳央太）

歌謠
- 長編歌謠浪曲 天龍二俣城（唱：三波春夫）

## 外部連結
- 古河市観光協会　こがナビ 隆岩寺 （页面存档备份，存于）